# Pouillon, Landes
Pouillon là một xã của tỉnh Landes, vùng Nouvelle-Aquitaine. Xã này có diện tích 49,74 km2, dân số năm 2006 là 2746 người.

## Biến động dân số
| Năm    | 1962  | 1968  | 1975  | 1982  | 1990  | 1999  | 2006  |
| ------ | ----- | ----- | ----- | ----- | ----- | ----- | ----- |
| Dân số | 2 398 | 2 450 | 2 425 | 2 477 | 2 596 | 2 685 | 2 746 |